# Đại công quốc Baden
Đại Công quốc Baden (Tiếng Đức: Großherzogtum Baden), là một nhà nước cấu thành nên Đế quốc Đức, toạ lạc ở phía Tây Nam, trên bờ Đông Sông Rhine. Đại công quốc này tồn tại từ năm 1806 đến năm 1918.
Đại công quốc Baden có nguồn gốc từ Công quốc Baden, ra đời từ thế kỷ XII, lãnh thổ từng bị chia tách thành các nhánh khác nhau thuộc Nhà Zähringen, đến năm 1771 thì được thống nhất lại. Sau khi Đế quốc La Mã Thần thánh giải thể vào năm 1803 - 1806, Baden từ vị trí Công quốc được nâng lên thành Đại công quốc và gia nhập Đế quốc Đức vào năm 1871. Sau năm 1918 nó trở thành một phần của Cộng hoà Weimar với tên gọi Cộng hòa Baden.
Baden có phía Bắc giáp với Vương quốc Bayern và Đại công quốc Hessen-Darmstadt; Phía Tây giáp với Bayern, Rhenish Palatinate và Alsace; Phía Nam giáo với Thuỵ Sĩ và phía Đông giáp với Vương quốc Württemberg, Thân vương quốc Hohenzollern-Sigmaringen và Bayern.
Sau Thế chiến thứ hai, năm 1945 chính phủ quân sự Pháp đã thành lập bang Baden (ban đầu được gọi là "Nam Baden") là phần lãnh thổ phía Nam của Đại Công quốc Baden trước đây, chọn Freiburg làm thủ phủ. Nửa phía Bắc của Đại Công quốc Baden kết hợp với phía Bắc của Vương quốc Württemberg, trở thành một phần của Khu phi quân sự Hoa Kỳ, và hình thành nên bang Württemberg-Baden. Cả Baden và Württemberg-Baden đều trở thành các bang của Tây Đức khi nó được thành lập vào năm 1949.
Năm 1952 Baden hợp nhất với Württemberg-Baden và Württemberg-Hohenzollern (miền Nam Württemberg và Lãnh thổ tách rời Tỉnh Hohenzollern của Vương quốc Phổ) để tạo thành Baden-Württemberg. Đây là sự hợp nhất các bang duy nhất đã diễn ra trong lịch sử của Cộng hòa Liên bang Đức.

### In German
- Schwarzmaier, Hansmartin, ed. Geschichte Badens in Bildern, 1100-1918 (Kohlhammer, 1993), heavily illustrated history.